# Коцюлим Мирослав Петрович
Коцюлим Мирослав Петрович (7 січня 1943, село Стара Ягільниця, тепер Чортківського району Тернопільської області, Україна — 23 листопада 2005) — український актор, режисер. Чоловік Олени Коцюлим. Народний артист України (1999).

## Життєпис
Закінчив середню школу в селі Білобожниці Чортківського району, театральну студію при Львівському українському академічному драматичному театрі імені Марії Заньковецької (клас О. Ріпка).
Від 1963 — у Тернопільському обласному музичному-драматичному театрі (нині академічний театр). За сумісництвом 1969–1997 — режисер і актор самодіяльного народного театру в селі Озерна Зборівського району (поставив 34 вистави).
Помер у 2005 році. Похований на Микулинецькому цвинтарі в Тернополі.

## Ролі
- Стецько («Сватання на Гончарівці» Григорія Квітки-Основ'яненка),
- Гордій («Доки сонце зійде, роса очі виїсть» Марка Кропивницького),
- Омелько, Лузир («Мартин Боруля», «Хазяїн» Івана Карпенка-Карого),
- Карагач («Таке довге, довге літо» Миколи Зарудного),
- Городничий («Ревізор» Миколи Гоголя),
- Ксьондз («Тарас Бульба» за Миколою Гоголем),
- професор Радев («Ця маленька земля» Г. Джагарова),
- Велутто («Моя професія — синьйор з вищого світу» Д. Скарніччі, Р. Тарабузі) й ін.

## Премії
- Премія ім. Амвросія Бучми (1997)[4];
- за роль Лузиря у виставі «Хазяїн» Івана Карпенка-Карого), 2-га республіканська премія (1985);
- за роль у виставі О. Дударєва «Рядові»), 1-ша премія на фестивалі «Тернопільські театральні вечори» (1999);
- за роль Ромула Великого в однойменному спектаклі за п'єсою Ф. Дюрренматта, 1-ша премія у номінації «За честь, достоїнство і вірність професії» на фестивалі «Прем'єри сезону» (2004, місто Івано-Франківськ).

## Вшанування
28 серпня 2016 року на Алеї зірок у Тернополі встановлена зірка Мирослава Коцюлима.